# Billboard Hot 100 cuối năm 2012

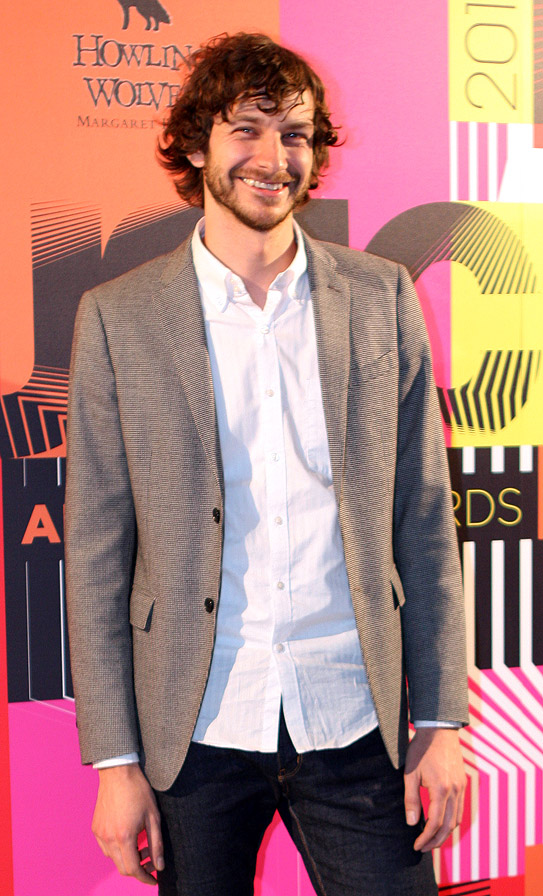
"Somebody That I Used to Know" của Gotye đứng ở vị trí thứ nhất trong bảng xếp hạng khi đứng trong Billboard Hot 100 8 tuần liền.

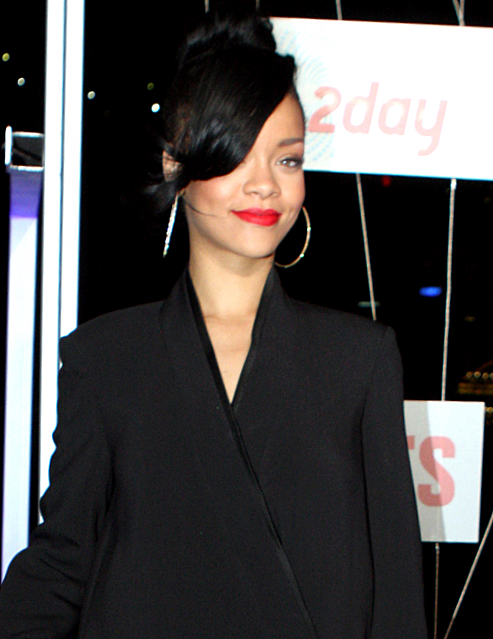
"We Found Love" của Rihanna đứng ở vị trí thứ 69 năm 2011 và ở vị trí thứ 8 của 2012. Rihanna có đến 6 bài hát trong bảng xếp hạng, trong đó có 5 bài hát mà cô là giọng ca chính. 4 trong số đó nằm trong album phòng thu thứ sáu của cô Talk That Talk, và một bài thuộc album phòng thu thứ 7 của cô Unapologetic.

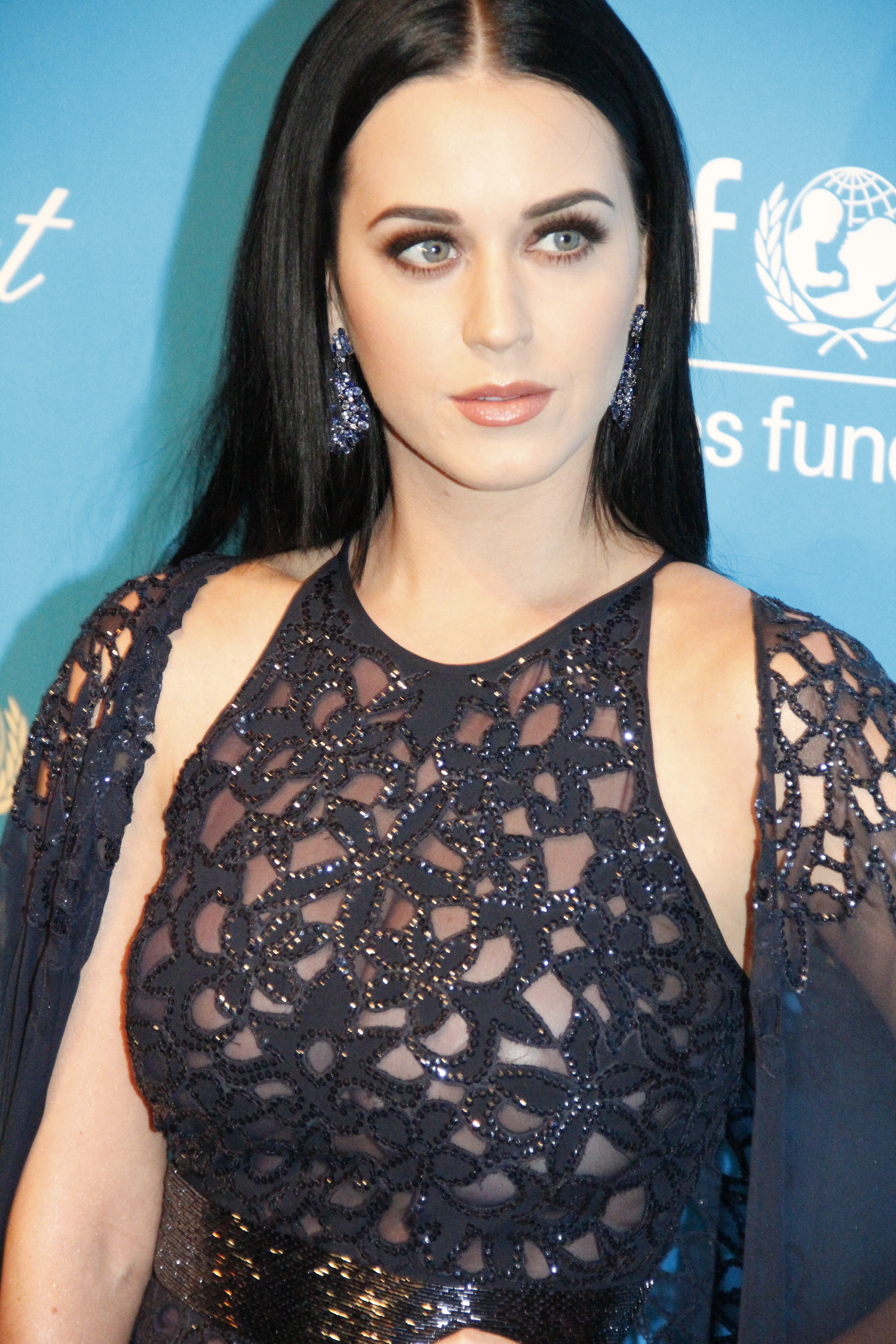
Ba trong số những đĩa đơn của Katy Perry từ album Teenage Dream:The Complete Confection năm trong top 50, với "Wide Awake" tại số 15, "Part of Me" tại số 31, và "The One That Got Away" tại số 41.

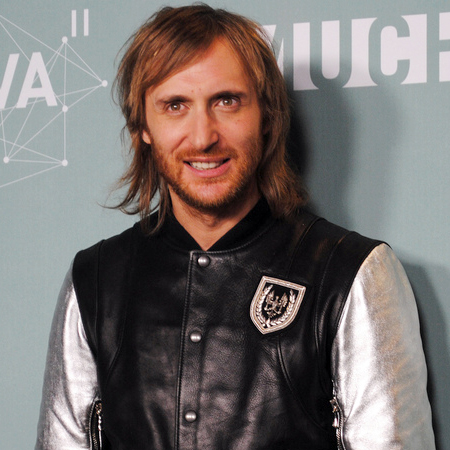
Ba trong số những đĩa đơn của David Guetta năm trong top 50, bao gồm cả bài hit "Titanium" tại số 24.

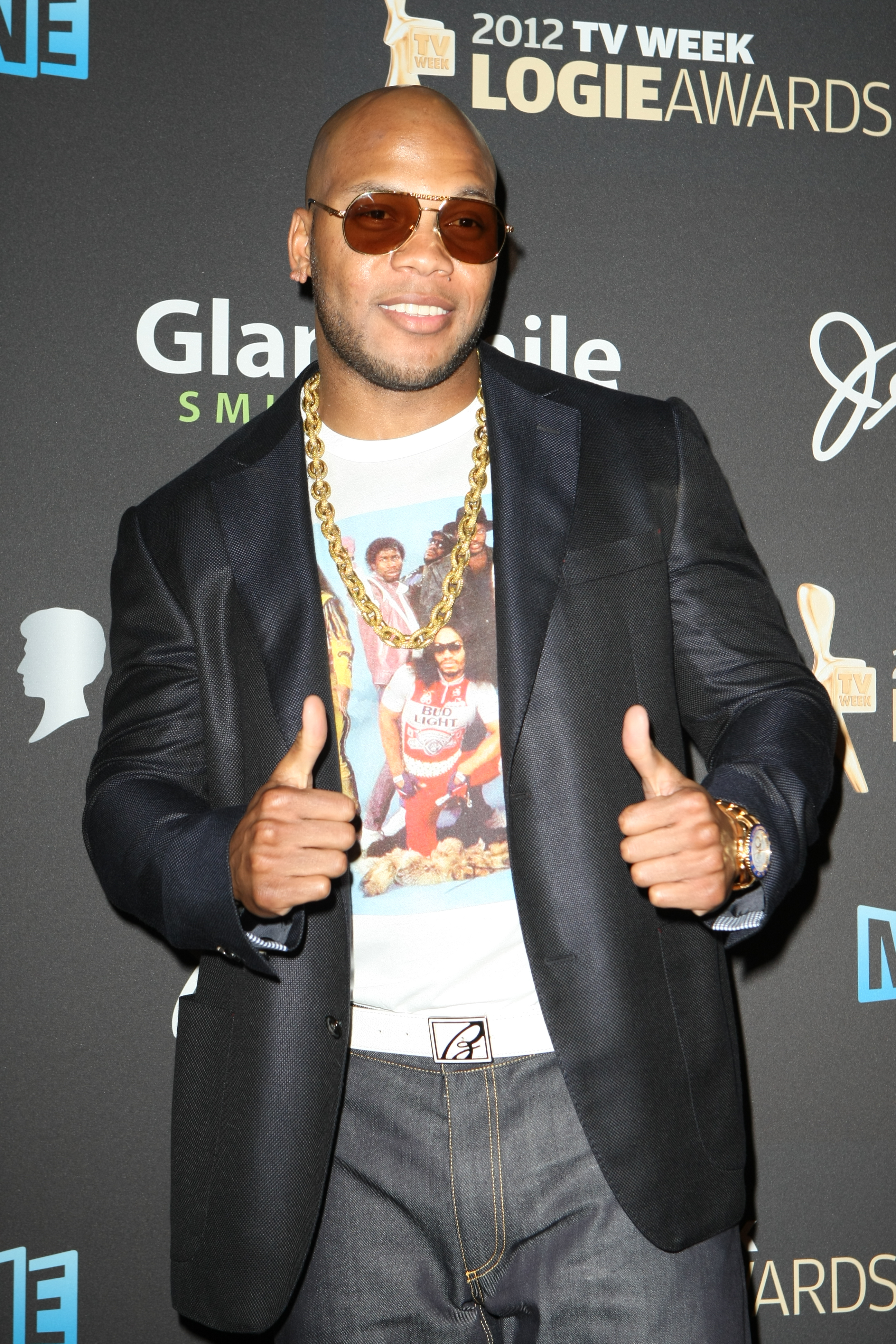
Tất cả những bài hát của rapper Flo Rida từ album Wild Ones của anh ấy đều nằm trong bảng xếp hạng, ngoại trừ bài hát I Cry.

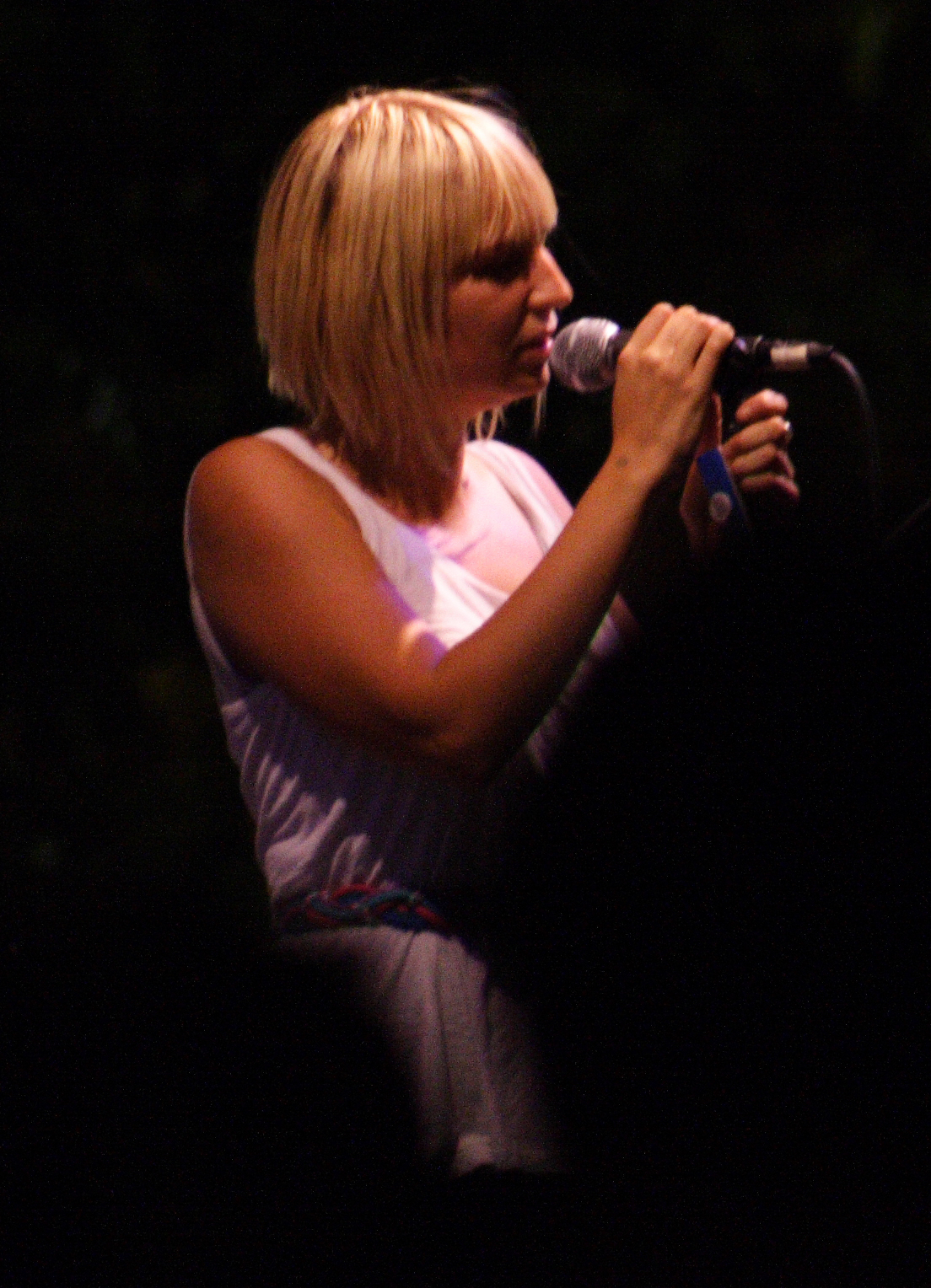
Ca sĩ Sia đều đóng vai trò hợp tác trong 4 đĩa đơn có tên cô ấy trong BXH, hai trong số đó không có sự góp giọng của cô. "Wild Ones" bởi Flo Rida và "Titanium" bởi David Guetta có giọng của Sia, trong khi hai bài còn lại đều do cô sáng tác, "Diamonds" bởi Rihanna và "Let Me Love You (Until You Learn to Love Yourself)" bởi Ne-Yo, đã đứng ở vị trí thứ 94 và 74.

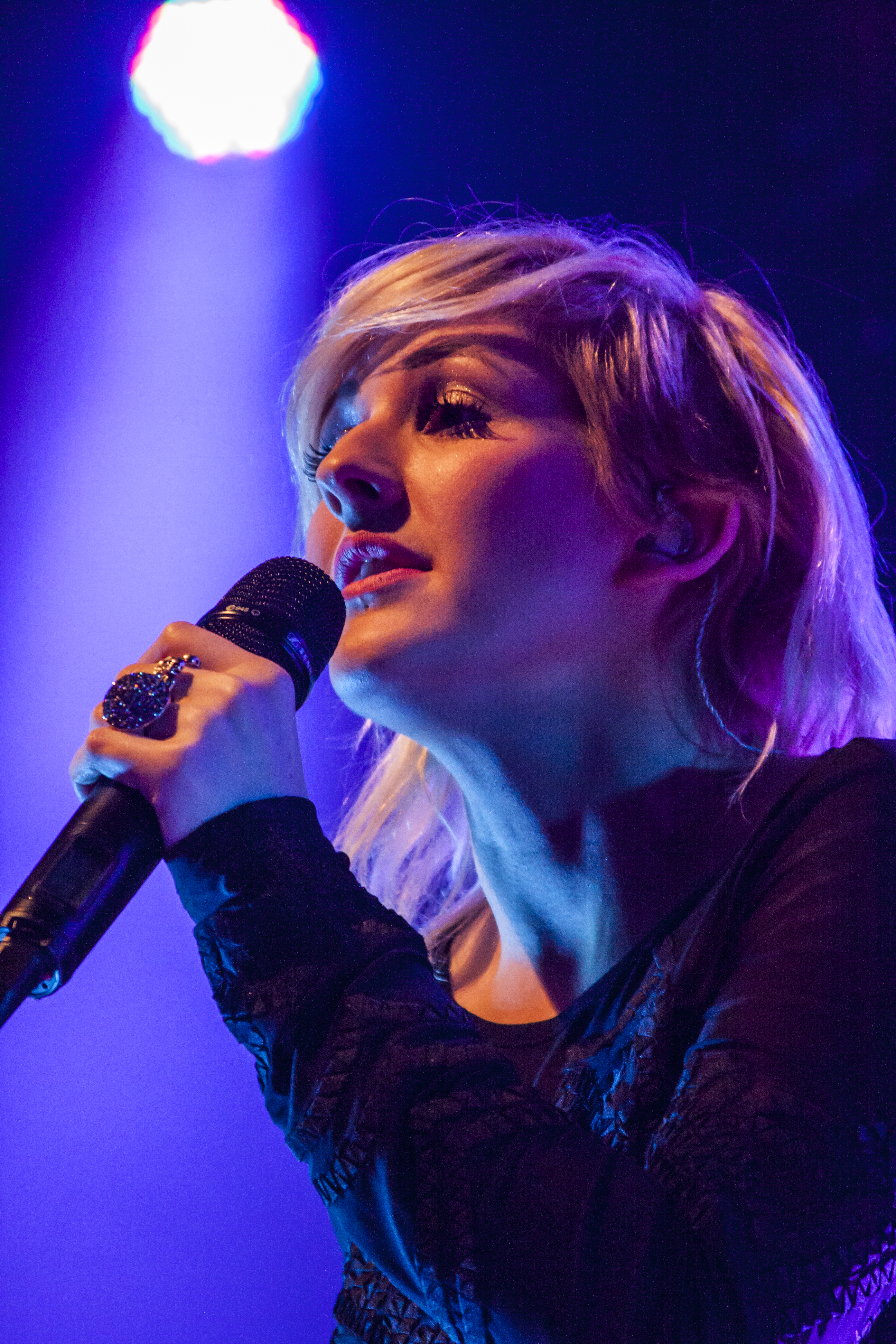
Ca sĩ Ellie Goulding với bài hát "Lights" đứng ở số 5, trở thanh vị trí cao nhất của một nghệ sĩ Anh trong BXH năm 2012.

Dưới đây là danh sách các bài hát trong BXH Billboard Hot 100 Year-End 2012..
| Vị trí | Tên bài hát                                          | Nghệ sĩ                                          |
| ------ | ---------------------------------------------------- | ------------------------------------------------ |
| 1      | "Somebody That I Used to Know"                       | Gotye hợp tác với Kimbra                         |
| 2      | "Call Me Maybe"                                      | Carly Rae Jepsen                                 |
| 3      | "We Are Young"                                       | fun. hợp tác với Janelle Monáe                   |
| 4      | "Payphone"                                           | Maroon 5 hợp tác với Wiz Khalifa                 |
| 5      | "Lights"                                             | Ellie Goulding                                   |
| 6      | "Glad You Came"                                      | The Wanted                                       |
| 7      | "Stronger (What Doesn't Kill You)"                   | Kelly Clarkson                                   |
| 8      | "We Found Love"                                      | Rihanna hợp tác với Calvin Harris                |
| 9      | "Starships"                                          | Nicki Minaj                                      |
| 10     | "What Makes You Beautiful"                           | One Direction                                    |
| 11     | "Wild Ones"                                          | Flo Rida hợp tác với Sia                         |
| 12     | "Set Fire to the Rain"                               | Adele                                            |
| 13     | "Sexy and I Know It"                                 | LMFAO                                            |
| 14     | "Some Nights"                                        | fun.                                             |
| 15     | "Wide Awake"                                         | Katy Perry                                       |
| 16     | "Good Feeling"                                       | Flo Rida                                         |
| 17     | "Whistle"                                            | Flo Rida                                         |
| 18     | "One More Night"                                     | Maroon 5                                         |
| 19     | "Drive By"                                           | Train                                            |
| 20     | "The Motto"                                          | Drake featuring Lil Wayne                        |
| 21     | "Where Have You Been"                                | Rihanna                                          |
| 22     | "Everybody Talks"                                    | Neon Trees                                       |
| 23     | "Take Care"                                          | Drake hợp tác với Rihanna                        |
| 24     | "Titanium"                                           | David Guetta hợp tác với Sia                     |
| 25     | "I Won't Give Up"                                    | Jason Mraz                                       |
| 26     | "It Will Rain"                                       | Bruno Mars                                       |
| 27     | "Mercy"                                              | Kanye West, Big Sean, Pusha T và 2 Chainz        |
| 28     | "Boyfriend"                                          | Justin Bieber                                    |
| 29     | "Party Rock Anthem"                                  | LMFAO featuring Lauren Bennett và GoonRock       |
| 30     | "Too Close"                                          | Alex Clare                                       |
| 31     | "Part of Me"                                         | Katy Perry                                       |
| 32     | "Young, Wild & Free"                                 | Snoop Dogg và Wiz Khalifa hợp tác với Bruno Mars |
| 33     | "We Are Never Ever Getting Back Together"            | Taylor Swift                                     |
| 34     | "As Long as You Love Me"                             | Justin Bieber hợp tác với Big Sean               |
| 35     | "Turn Me On"                                         | David Guetta hợp tác với Nicki Minaj             |
| 36     | "Moves Like Jagger"                                  | Maroon 5 hợp tác với Christina Aguilera          |
| 37     | "Blow Me (One Last Kiss)"                            | Pink                                             |
| 38     | "Good Time"                                          | Owl City và Carly Rae Jepsen                     |
| 39     | "Give Your Heart a Break"                            | Demi Lovato                                      |
| 40     | "Niggas in Paris"                                    | Jay-Z và Kanye West                              |
| 41     | "The One That Got Away"                              | Katy Perry                                       |
| 42     | "Feel So Close"                                      | Calvin Harris                                    |
| 43     | "Someone like You"                                   | Adele                                            |
| 44     | "Scream"                                             | Usher                                            |
| 45     | "Rack City"                                          | Tyga                                             |
| 46     | "Domino"                                             | Jessie J                                         |
| 47     | "Gangnam Style"                                      | PSY                                              |
| 48     | "International Love"                                 | Pitbull hợp tác với Chris Brown                  |
| 49     | "Home"                                               | Phillip Phillips                                 |
| 50     | "Without You"                                        | David Guetta hợp tác với Usher                   |
| 51     | "Ass Back Home"                                      | Gym Class Heroes hợp tác với Neon Hitch          |
| 52     | "Wanted"                                             | Hunter Hayes                                     |
| 53     | "Drunk on You"                                       | Luke Bryan                                       |
| 54     | "No Lie"                                             | 2 Chainz hợp tác với Drake                       |
| 55     | "Want U Back"                                        | Cher Lloyd                                       |
| 56     | "Don't Wake Me Up"                                   | Chris Brown                                      |
| 57     | "Dance (A$$)"                                        | Big Sean hợp tác với Nicki Minaj                 |
| 58     | "Springsteen"                                        | Eric Church                                      |
| 59     | "Brokenhearted"                                      | Karmin                                           |
| 60     | "Not Over You"                                       | Gavin DeGraw                                     |
| 61     | "Stereo Hearts"                                      | Gym Class Heroes hợp tác với Adam Levine         |
| 62     | "Back in Time"                                       | Pitbull                                          |
| 63     | "Work Out"                                           | J. Cole                                          |
| 64     | "Rumour Has It"                                      | Adele                                            |
| 65     | "Let's Go"                                           | Calvin Harris hợp tác với Ne-Yo                  |
| 66     | "Good Girl"                                          | Carrie Underwood                                 |
| 67     | "Pontoon"                                            | Little Big Town                                  |
| 68     | "Ho Hey"                                             | The Lumineers                                    |
| 69     | "Paradise"                                           | Coldplay                                         |
| 70     | "Blown Away"                                         | Carrie Underwood                                 |
| 71     | "Rolling in the Deep"                                | Adele                                            |
| 72     | "Climax"                                             | Usher                                            |
| 73     | "Work Hard, Play Hard"                               | Wiz Khalifa                                      |
| 74     | "Let Me Love You (Until You Learn to Love Yourself)" | Ne-Yo                                            |
| 75     | "Pound the Alarm"                                    | Nicki Minaj                                      |
| 76     | "Come Over"                                          | Kenny Chesney                                    |
| 77     | "Heart Attack"                                       | Trey Songz                                       |
| 78     | "Drank in My Cup"                                    | Kirko Bangz                                      |
| 79     | "Birthday Cake"                                      | Rihanna hợp tác với Chris Brown                  |
| 80     | "So Good"                                            | B.o.B                                            |
| 81     | "50 Ways to Say Goodbye"                             | Train                                            |
| 82     | "Red Solo Cup"                                       | Toby Keith                                       |
| 83     | "Love You like a Love Song"                          | Selena Gomez & the Scene                         |
| 84     | "Turn Up the Music"                                  | Chris Brown                                      |
| 85     | "Die Young"                                          | Ke$ha                                            |
| 86     | "5 O'Clock"                                          | T-Pain hợp tác với Wiz Khalifa và Lily Allen     |
| 87     | "A Thousand Years"                                   | Christina Perri                                  |
| 88     | "Take a Little Ride"                                 | Jason Aldean                                     |
| 89     | "You da One"                                         | Rihanna                                          |
| 90     | "We Run the Night"                                   | Havana Brown hợp tác với Pitbull                 |
| 91     | "It's Time"                                          | Imagine Dragons                                  |
| 92     | "Cashin' Out"                                        | Ca$h Out                                         |
| 93     | "I Don't Want This Night to End"                     | Luke Bryan                                       |
| 94     | "Diamonds"                                           | Rihanna                                          |
| 95     | "Hard to Love"                                       | Lee Brice                                        |
| 96     | "Somethin' 'Bout a Truck"                            | Kip Moore                                        |
| 97     | "Adorn"                                              | Miguel                                           |
| 98     | "Fly Over States"                                    | Jason Aldean                                     |
| 99     | "Even If It Breaks Your Heart"                       | Eli Young Band                                   |
| 100    | "Burn It Down"                                       | Linkin Park                                      |